# Correggio (pittore)
(Giorgio Vasari, Le vite de’ più eccellenti pittori, scultori e architettori)
Antonio Allegri detto il Correggio (Correggio, agosto 1489 – Correggio, 5 marzo 1534) è stato un pittore italiano.

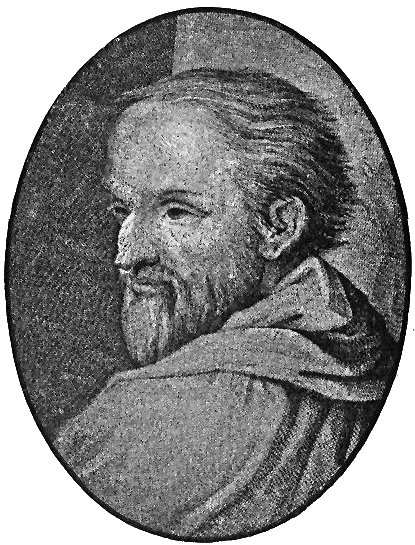
Antonio Allegri da Correggio

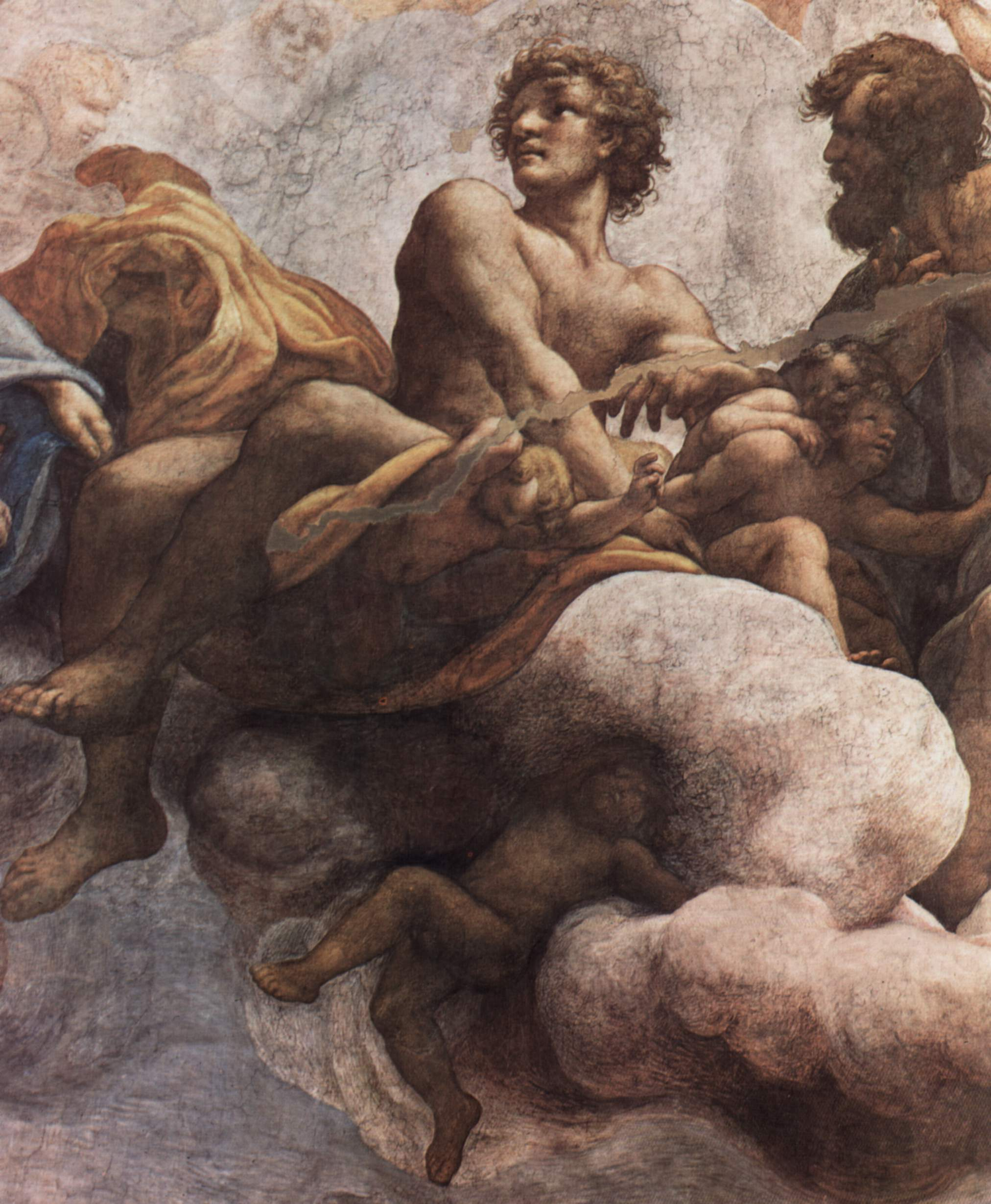
Particolare della Cupola di San Giovanni a Parma

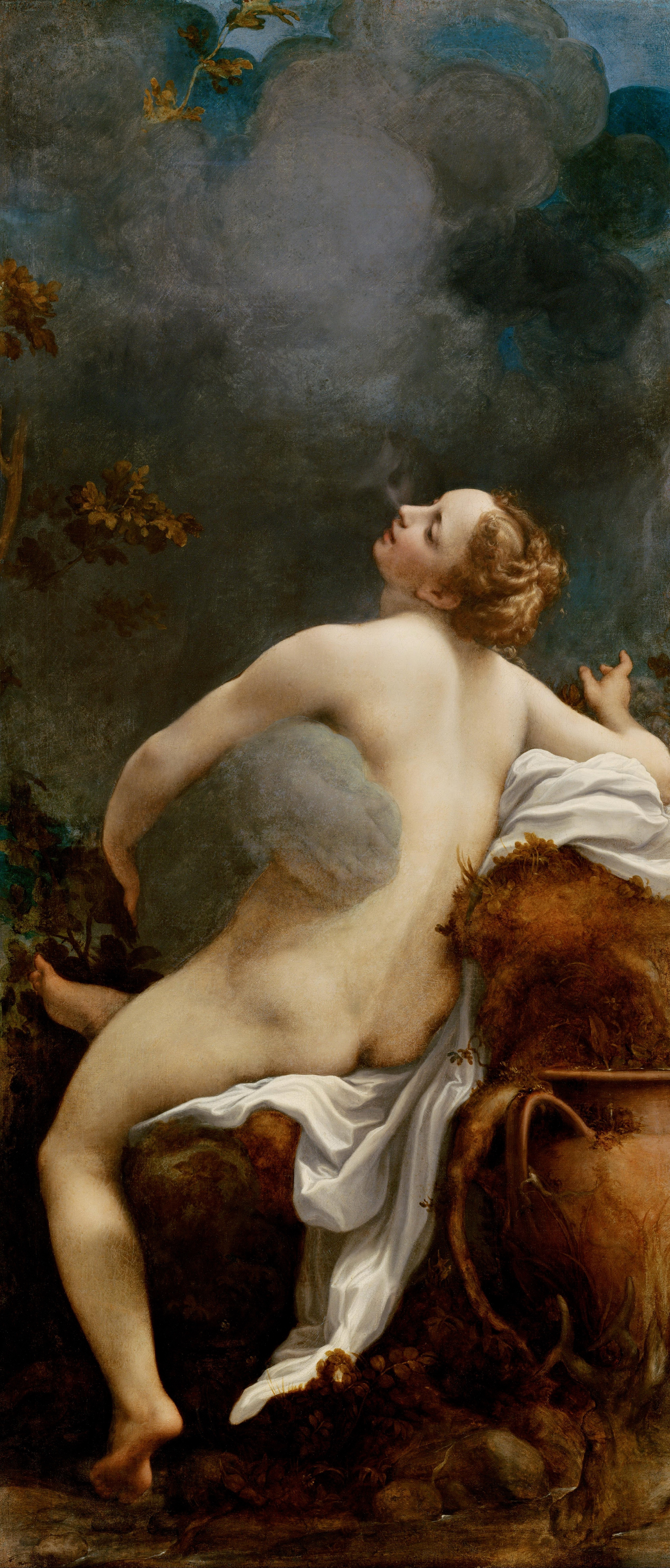
Io e Zeus, Kunsthistorisches Museum, Vienna

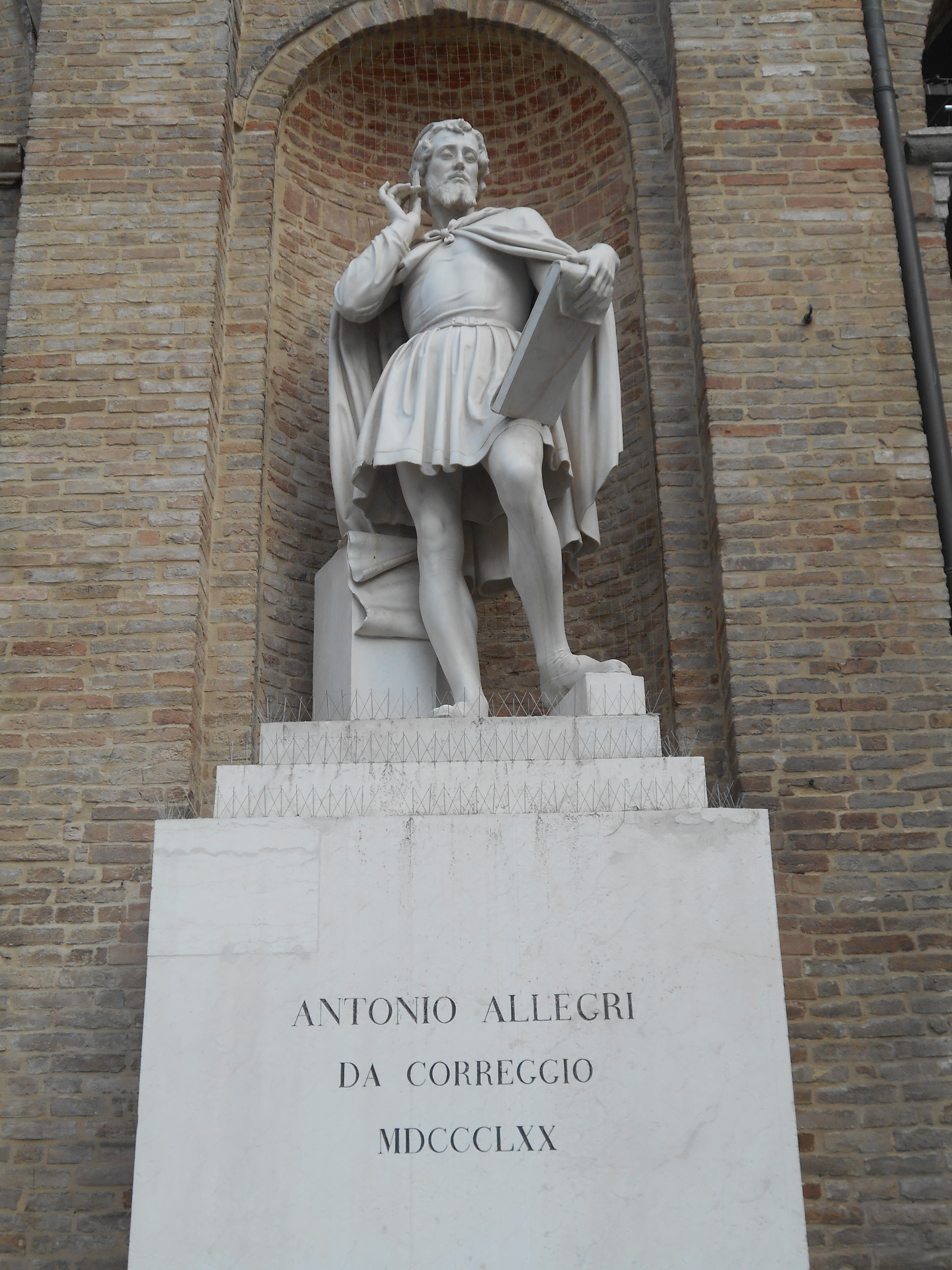
Monumento al Correggio di Agostino Ferrarini a Parma presso i Portici del Grano in piazza Garibaldi

Prendendo spunto dalla cultura del Quattrocento e dai grandi maestri dell'epoca, quali Leonardo, Raffaello, Michelangelo e Mantegna, inaugurò un nuovo modo di concepire la pittura ed elaborò un proprio originale percorso artistico, che lo colloca tra i grandi del Cinquecento.
In virtù della dolcezza espressiva dei suoi personaggi e per l'ampio uso prospettico, sia nei dipinti sacri sia in quelli profani, egli si impose in terra padana come il portatore più moderno e ardito degli ideali del Rinascimento. Infatti, all'esplosione del colore veneziano e al manierismo romano, contrappose uno stile fluido, luminoso, di forte coinvolgimento emotivo. Nello sforzo di ottenere la massima espressione di leggerezza e di grazia, Correggio fu un precursore della pittura illusionistica. Introdusse luce e colore perché facessero da contrappeso alle forme e sviluppò così nuovi effetti di chiaroscuro, creando l'illusione della plasticità con scorci talora duri e con audaci sovrapposizioni.
L'illuminazione e la struttura compositiva in diagonale gli permisero anche di ottenere una significativa profondità spaziale nei suoi dipinti, caratteristica quest'ultima, tipica del suo stile. Le maestose pale d'altare degli anni venti sono di spettacolare concezione, con gesti concatenati, espressioni sorridenti, personaggi intriganti, colori suadenti.
La luce, declinata secondo un chiaroscuro morbido e delicato, ne fece uno dei punti di non ritorno della pittura, capace di influenzare movimenti artistici tra loro diversissimi come il barocco di Giovanni Lanfranco e Baciccio e il neoclassicismo di Anton Raphael Mengs.

## Biografia

### Origini
Nacque a Correggio capitale dell'omonima contea, da cui prese poi il soprannome, da Pellegrino Allegri e Bernardina Piazzoli degli Ormani, ad agosto del 1489. La famiglia del padre era originaria di Firenze: suo nonno Domenico era stato esiliato nel 1433, per la sua opposizione a Cosimo de' Medici, e si era stabilito in Emilia. Correggio all'epoca era uno dei piccoli feudi indipendenti che costellavano l'Emilia, retto dai conti di Correggio, di antichissima nobiltà più volte imparentatisi con i Farnese della vicina Parma.
Di tutti i grandi protagonisti della sua epoca Correggio è l'artista meno documentato e numerose sono le leggende, affermatesi nei secoli, sulla sua biografia. Tuttavia resta importante la testimonianza di Giorgio Vasari, primo biografo del pittore, circa la morte dello stesso, che sarebbe avvenuta dopo un estenuante viaggio a piedi da Parma, sotto il peso di un enorme sacco di piccole monete da un quattrino, per un totale di sessanta scudi. Una leggenda che non regge all'analisi dei fatti e delle fonti, ma che rende alla perfezione le incertezze e le difficoltà di una ricostruzione puntuale e completa della vita dell'artista.

### Formazione
Altrettanto scarse sono le notizie sulla sua formazione. Pare che l'Allegri possa essere stato inizialmente alunno di alcuni pittori locali: lo zio Lorenzo, il cugino Quirino Allegri e l'artista correggese Antonio Bartolotti. Fu poi allievo di Francesco Bianchi Ferrari a Modena, dello scultore Antonio Begarelli ed entro il 1506 fu a Mantova, dove forse aveva fatto appena in tempo a conoscere l'anziano Mantegna: su un alunnato diretto la prima menzione risale al 1559 da parte del viaggiatore spagnolo Pablo de Céspedes, che visitò Parma, ma non si sa se ebbe informazioni di prima mano. Un documento del 1512 vede l'artista creditore di Francesco Mantegna, il primogenito di Andrea e erede della sua bottega. In ogni caso a Mantova Correggio poté ammirare le opere del maestro restando affascinato soprattutto dagli effetti illusionistici della Camera degli Sposi. Incaricato di decorare la cappella funeraria dell'artista, morto nel 1506, nella basilica di Sant'Andrea, vi creò un finto pergolato in cui si leggono già, in nuce, gli interessi per la dilatazione illusoria dello spazio, che sviluppò poi nei suoi capolavori maturi.
Il giovane Correggio accolse inoltre le suggestioni chiaroscurali leonardesche e da Raffaello acquisì il gusto per le forme monumentali, unite al senso di placida contemplazione dei pittori umbri e fiorentini. Fu anche partecipe, nel segno di una grandissima apertura culturale, dell'esperienza dei veneziani (Cima da Conegliano, Giorgione, Tiziano Vecellio), dei ferraresi (Costa, Dossi), di Francesco Francia, di Melozzo da Forlì e le sue vedute "da sott'in su", e degli artisti nordici (Dürer e Altdorfer). Inoltre conobbe, tramite Michelangelo Anselmi, le novità del Beccafumi. Una tale ricchezza di spunti gli garantì un tratto autonomo, basato sulla ricerca di una fluidità narrativa, dove lo sfumato leonardesco era unito a un colore ricco, steso morbidamente, e a un perfetto dominio dell'illusionismo prospettico, appreso da Mantegna.
A questo periodo sono attribuiti una serie di "esercizi di stile" in piccolo formato, cioè una serie di quadretti di piccole dimensioni in cui egli faceva pratica su temi e modi di altri maestri (soprattutto Mantegna e Leonardo), sperimentando i propri avanzamenti nell'arte con una certa spregiudicata libertà. Queste opere, tra cui spiccano Giuditta e la sua ancella con la testa di Oloferne o la Madonna col Bambino tra due angeli musicanti, dovettero nascere quindi come oggetti privati, ceduti poi a una cerchia di estimatori molto vicini al pittore.

### Prime opere
Le prime opere di Correggio, tra il 1510 e il 1514, sono caratterizzate da una certa durezza nelle figure derivata dall'esempio di Mantegna. Esse si stagliano una per una, con panneggi dalle pieghe moltiplicate in maniera spesso rigida, con una prevalenza di colori bruni e profondi, tipici della tradizione lombarda, ravvivati da lumeggiatura e note squillanti, con una notevole sensibilità atmosferica nei paesaggi.
Testimonianza di questa fase giovanile sono due capolavori: la Natività di Brera e la Madonna di San Francesco, già nella chiesa di San Francesco a Correggio e oggi a Dresda, commissionatagli nel 1514. Gli studiosi sono concordi nel datare intorno alla fine del primo decennio del Cinquecento un suo viaggio a Roma, che fu fondamentale per apprendere direttamente dai modelli antichi e le straordinarie novità di Raffaello e di Michelangelo. Risale a questo periodo l'affresco nella parete di fondo del Refettorio nel monastero di San Benedetto Polirone, anche se non tutti gli storici dell'arte concordano sull'attribuzione.
La perduta pala della Madonna di Albinea e il Riposo in Egitto con san Francesco chiusero idealmente il primo periodo della sua carriera. A quel tempo l'artista risiedeva ancora nella cittadina natale, centro per nulla secondario nella vita culturale del tempo, dove la corte di Veronica Gambara, amica di poeti quali Aretino, Ariosto, Dolce, Bembo e lei stessa finissima poetessa, aveva assicurato alla piccola contea un prestigio che andava ben oltre i confini locali.

### La nuova fase

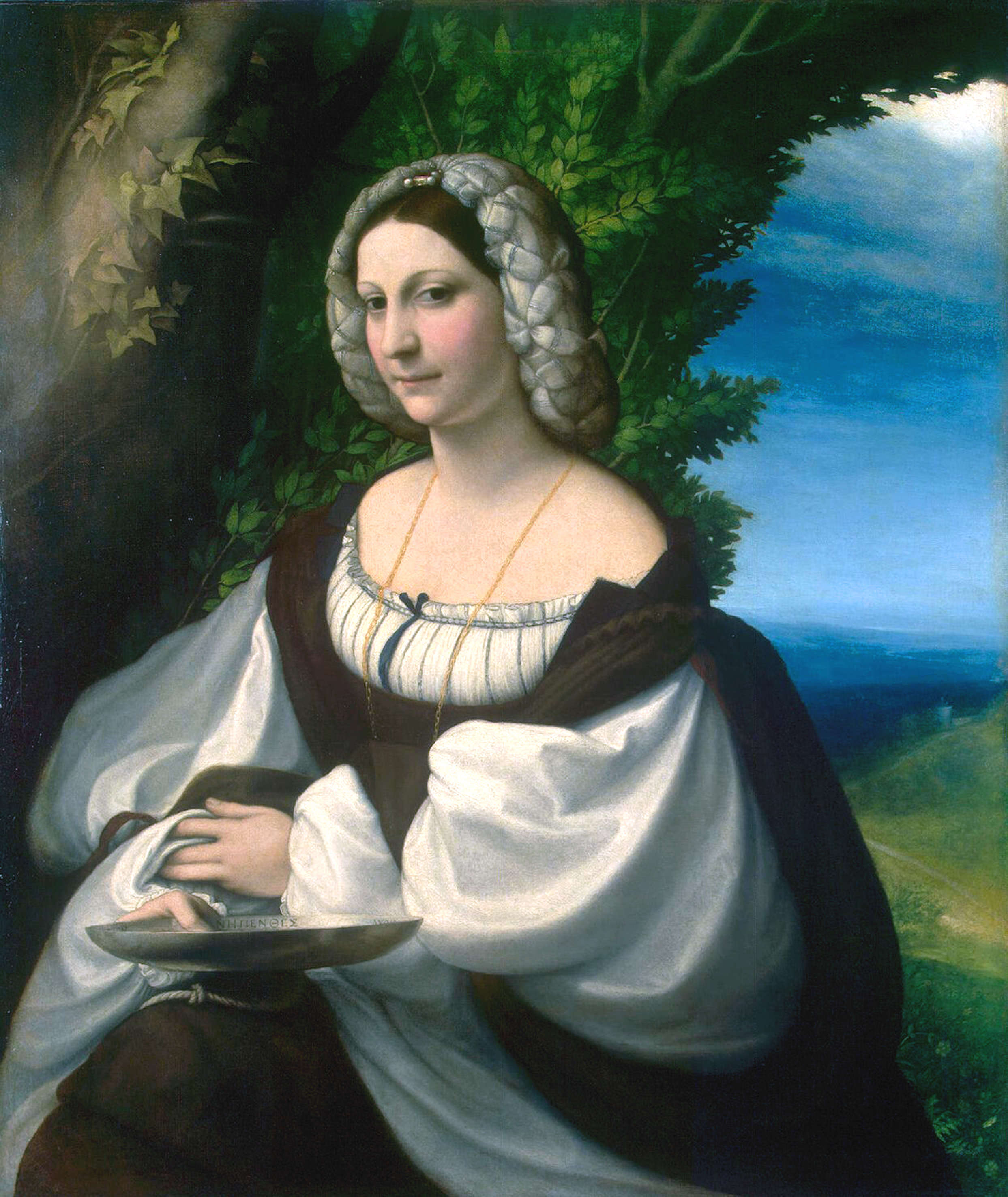
Ritratto di dama, 1520 ca., Ermitage, San Pietroburgo.

Il secondo periodo della vita del Correggio si concentrò a Parma, dove è attivo a partire dal 1520 con l'esecuzione di un'opera enigmatica e di elevata raffinatezza stilistica: il Ritratto di dama (variamente identificata in Veronica Gambara o con tutta probabilità in Ginevra Rangoni, moglie di Aloisio Gonzaga e marchese di Castel Goffredo) firmato con la colta latinizzazione del suo nome: Anton(ius) Laet (us).

### La Camera della Badessa

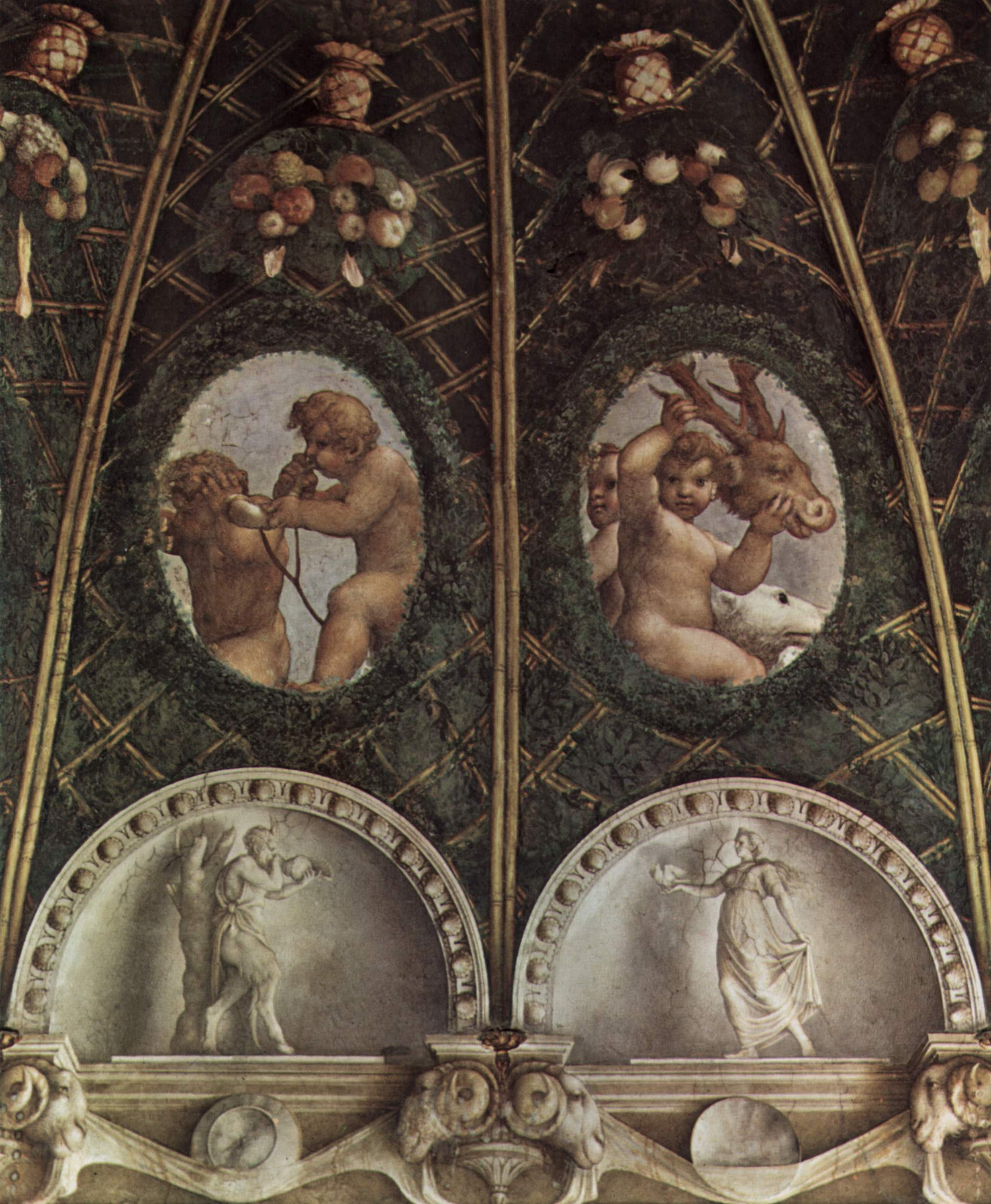
Particolare della decorazione della Camera della Badessa, Parma

A Parma, nello stesso anno, si cimentò nella sua prima grande impresa pittorica con la decorazione della "camera della Badessa" nel Monastero di San Paolo, su commissione della badessa, appunto, Giovanna Piacenza. Nessun documento di allogazione di quest'opera è giunto fino a noi ma considerazioni di ordine stilistico unite alla documentazione relativa alla committente dell'opera inducono a pensare a un'esecuzione intorno al 1519. Non sappiamo come il Correggio sia entrato in contatto con la badessa ma, dato che il monastero di San Paolo era benedettino, è possibile che abbiano giocato un ruolo i rapporti che l'artista aveva avuto con i benedettini di San Benedetto Po (Mantova).
Non è suffragata dalle fonti la conoscenza da parte di Correggio dei recenti traguardi del Rinascimento romano, ma alcuni motivi della Camera fanno pensare a una conoscenza abbastanza sviluppata di Raffaello e di lavori come la Stanza della Segnatura e la Loggia di Psiche (quest'ultima ancora in lavorazione). A Roma forse l'artista vide anche la perduta cappella del Belvedere di Mantegna (1480 circa, perduta ma descritta da Chattard nel Settecento), possibile fonte di ispirazione ulteriore. Anche una visita a Milano è stata spesso richiamata dagli studiosi per spiegare le affinità del giovane Correggio con Leonardo; del resto la capitale lombarda non era così lontana da Parma e anche a un pittore di minor levatura rispetto al Correggio, quale Alessandro Araldi, era stato richiesto da Cecilia Bergonzi, badessa del monastero prima di Giovanna da Piacenza, di recarsi a vedere il "Cenaculo" vinciano. Un ricordo di quest'opera fondamentale sembra celarsi in alcuni marginalia quali le “tazze, boccali et altri vasellami” descritti con cura negli effetti che la luce si diverte a creare sulle superfici metalliche in maniera non dissimile da quanto Leonardo aveva ostentato sulla tovaglia di fiandra leonardesca.
La decorazione dovette procedere spedita e già nel 1520 essere completata. Per Correggio si trattò del primo capolavoro ad affresco e segnò l'avvio di un decennio fortunatissimo, in cui si concentrarono i suoi più grandi capolavori a Parma. La Camera stessa segnò un nuovo traguardo nell'illusionismo pittorico e venne ammirata e citata da pittori, anche se solo per un breve frangente. A base pressoché quadrata (circa 7 × 6,95 m), la camera è coperta da una volta a ombrello di gusto tardogotico, realizzata nel 1514 da Edoari da Herba, e originariamente presentava arazzi alle pareti.
La volta vuole imitare un pergolato aperto sul cielo, trasformando quindi l'ambiente interno in un giardino illusorio. I costoloni della volta dividono ciascun spicchio in quattro zone, corrispondenti a una parete. Al centro della volta si trova lo stemma della badessa, in stucco dorato, attorno al quale l'artista ideò un sistema di fasce rosa artisticamente annodate, a cui sono legati dei festoni vegetali, uno per settore. Lo sfondo è un finto pergolato, che ricorda e sviluppa i temi della Camera degli Sposi di Mantegna e della Sala delle Asse di Leonardo. Ciascun festone termina in un'apertura ovale dove, sullo sfondo di un cielo sereno, si affacciano gruppi di puttini. In basso poi, lungo le pareti, si trovano lunette che simulano nicchie contenenti statue, realizzate con uno straordinario effetto a trompe l'oeil studiando l'illuminazioine reale della stanza. La fascia più bassa infine simula peducci con arieti, ai quali sono appesi teli di lino tesi, sostenenti vari oggetti (piatti, vasi, brocche, peltri…), altro brano di virtuosismo. Sulla cappa del camino, infine, Correggio dipinse la dea Diana su un cocchio tirato da cavalli.

### San Giovanni

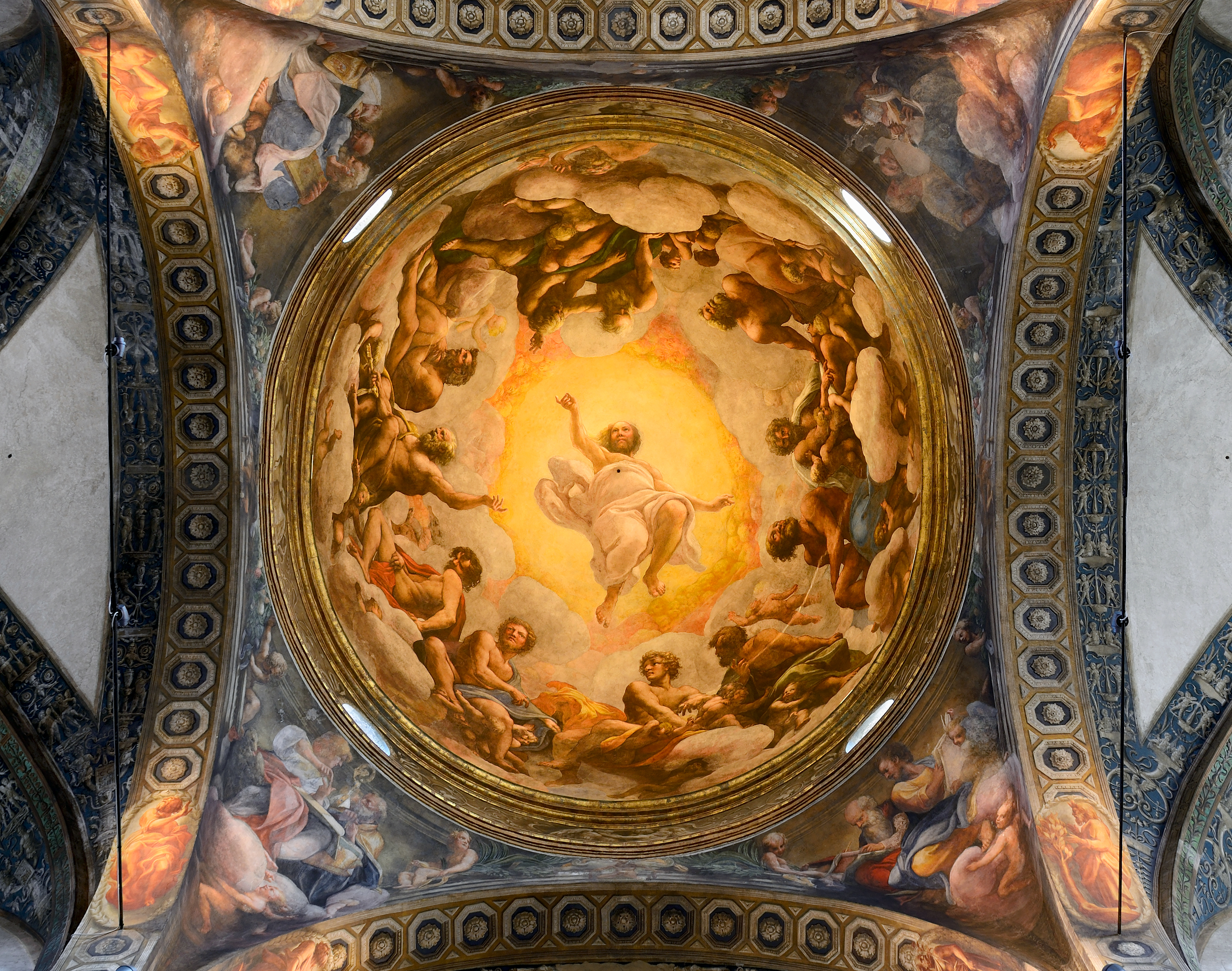
La Cupola di San Giovanni a Parma.

Il successo della Camera della Badessa aprì a Correggio nuove importanti commissioni, prima fra tutte la decorazione della chiesa di San Giovanni Evangelista a Parma, appena finita di ricostruire in forme rinascimentali.
L'artista, che vi lavorò dal 1520 al 1524 circa, decorò l'abside e la cupola. Oggi resta la decorazione della cupola, con la Visione di san Giovanni, il tamburo, i pennacchi e il fregio, mentre dell'Incoronazione della Vergine, già nella calotta dell'abside, ne rimane solo un frammento nella Galleria Nazionale di Parma.
Nella straordinaria cupola usò lo sfondato, cioè simula un cielo aperto con le monumentali figure degli apostoli a fare da corona, seguendo il perimetro della cupola, al Cristo sospeso a mezz'aria. L'eliminazione di ogni elemento architettonico e il tono cromatico forte e violento accrescono la suggestione della scena. A differenza della tradizione quattrocentesca, la decorazione appare libera da partiture architettoniche e organizzata per essere guardata da due distinti punti di vista: quello che avevano i monaci benedettini, riuniti nel coro (i soli a cui era dato di vedere la figura di San Paolo), e quello dei fedeli nella navata. In questo l'opera si impone come uno dei più originali e riusciti esperimenti illusionistici della pittura del Cinquecento.
L'abilità a gestire le figure in scorcio, quella che era allora considerata una delle più ardite difficoltà dell'arte e che il Correggio aveva già indagato negli ovati della Camera di San Paolo, trovò nell'architettura di nuvole degli affreschi di San Giovanni la sua prima compiuta espressione.

### La Cappella Del Bono
Sulla scorta del successo in San Giovanni Correggio iniziò a ricevere commissioni sempre più prestigiose. Tra le prime, nel 1524, ci dovette essere la decorazione parziale della Cappella Del Bono nella stessa chiesa, commissionata da Placido del Bono che gli richiese due tele per le pareti laterali: il Compianto sul Cristo morto e il Martirio dei quattro santi, entrambe oggi alla Galleria nazionale di Parma.
Si trattò di opere altamente sperimentali, con scorci diagonali che si perfezionano con una visione laterale delle tele. In esse sviluppò fortemente la ricerca dedicata alla rappresentazione dei "moti dell'animo", cioè di quelle espressioni umane che generano un pathos legato agli eventi vissuti dai personaggi. Non a caso, sebbene lontane dalla pittura coeva degli altri grandi maestri attivi in Italia, fecero scuola per i classicisti emiliani del primo Seicento (Carracci, Reni), che con tali innovazioni posero le basi della pittura barocca.

### La cupola della cattedrale

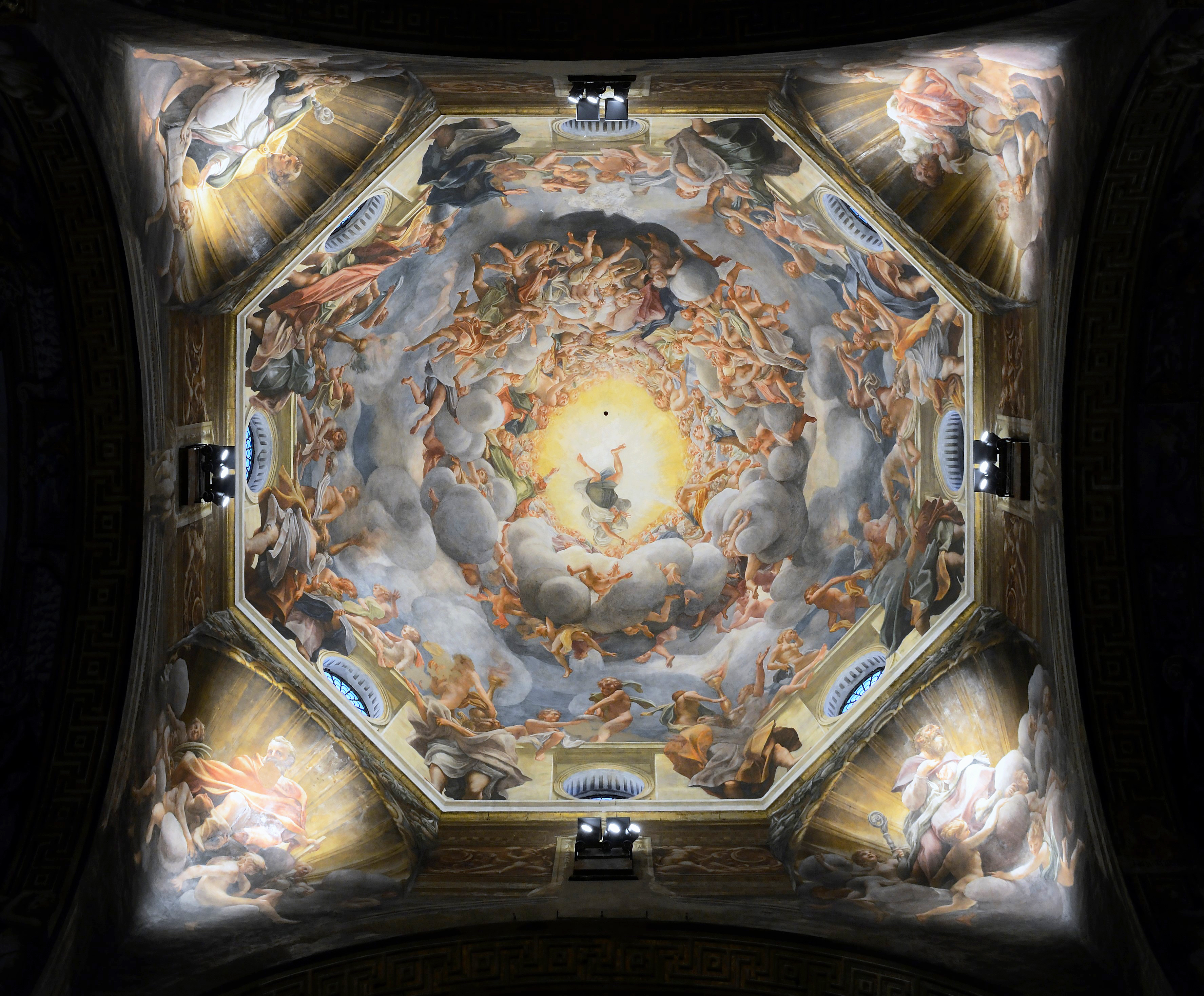
La cupola della cattedrale di Parma.

Nel 1522 stipulò il contratto per la decorazione del coro e della cupola della cattedrale di Parma, avviata a dipingere solo nel 1524 circa, dopo il termine dei lavori a San Giovanni. Nella cupola è dipinta la scena dell'Assunzione della Vergine in cui, in prospettiva melozziana, una moltitudine di angeli disposti in forma di vortice ascendente accompagnano l'ascesa della Madonna su un cielo nuvoloso. Qui le figure perdono l'individualità, diventando parte integrante di una grandiosa scena corale, esaltata dall'uso di tinte chiare, leggeri e fluenti che creano un continuo armonico fino al punto di volta.
Correggio concepì la sua decorazione affidandosi, come già in San Giovanni Evangelista, a un illusionismo libero da partiture geometriche, che va ben oltre il possibile esempio offerto da Francesco Mantegna o da Melozzo da Forlì, i quali, da artisti quattrocenteschi, collocavano i propri personaggi entro un rigoroso schema geometrico. Correggio organizzò invece lo spazio dipinto intorno a un vortice di corpi in volo, che crea una spirale come mai visto prima, che al contrario annulla l'architettura, eliminando visivamente gli angoli e facendo scomparire la fisicità della struttura muraria: i personaggi infatti, più che sembrare dipinti sull'intonaco, per un eccellente equilibrio sembrano librarsi in aria.
Il tamburo è occupato da un parapetto illusorio, traforato da oculi veri, lungo il quale stanno in equilibrio una serie di angeli e gli apostoli. Dal parapetto una spirale di nubi si attorciglia in un crescendo di sentimenti e di luce, con l'episodio della nube su cui sale Maria, vestita di rosso e blu e spinta da angeli, alati e apteri, verso la sua glorificazione celeste. Al centro un abbacinante scoppio di lume dorato perfeziona la prodigiosa apparizione divina di Gesù che ha spalancato i cieli e si fa incontro alla madre, proprio come accadeva negli affreschi della cupola di San Giovanni Evangelista. La composizione a spirale, perfezionata da tutti gli accorgimenti prospettici sia di riduzione della scala delle figure, sia di sfocatura nella luce per i soggetti più lontani, guida l'occhio dello spettatore in profondità e accentua il moto ascendente delle figure. In basso stanno infine i quattro protettori di Parma nei pennacchi.
La fonte di luce rappresenta l'Empireo, sede del Paradiso celeste e dimora di Dio. Questo cielo può anche essere assimilato al cuore di Cristo e della Vergine Maria. La disposizione delle nubi sottolinea il movimento ascensionale della Vergine. L'andamento a spirale simboleggia il viaggio dell'anima dopo la morte.
In genere Correggio evitò di rappresentare precisi dettagli iconografici, come i singoli attributi che avrebbero permesso di identificare le figure di ciascun apostolo o ciascun santo, o, scelta ancor più radicale, la tomba da cui la Vergine fu assunta in cielo. Questa omissione, come è stato notato, aveva in realtà lo scopo di coinvolgere nella visione della cupola lo spazio concreto della chiesa sottostante, permettendo ai fedeli di immaginare la presenza della tomba nello spazio in cui si trovava l'altare e di percepire quindi la continuità tra mondo terreno e reale e mondo divino illusivamente finto dalla pittura.

### Grandi pale

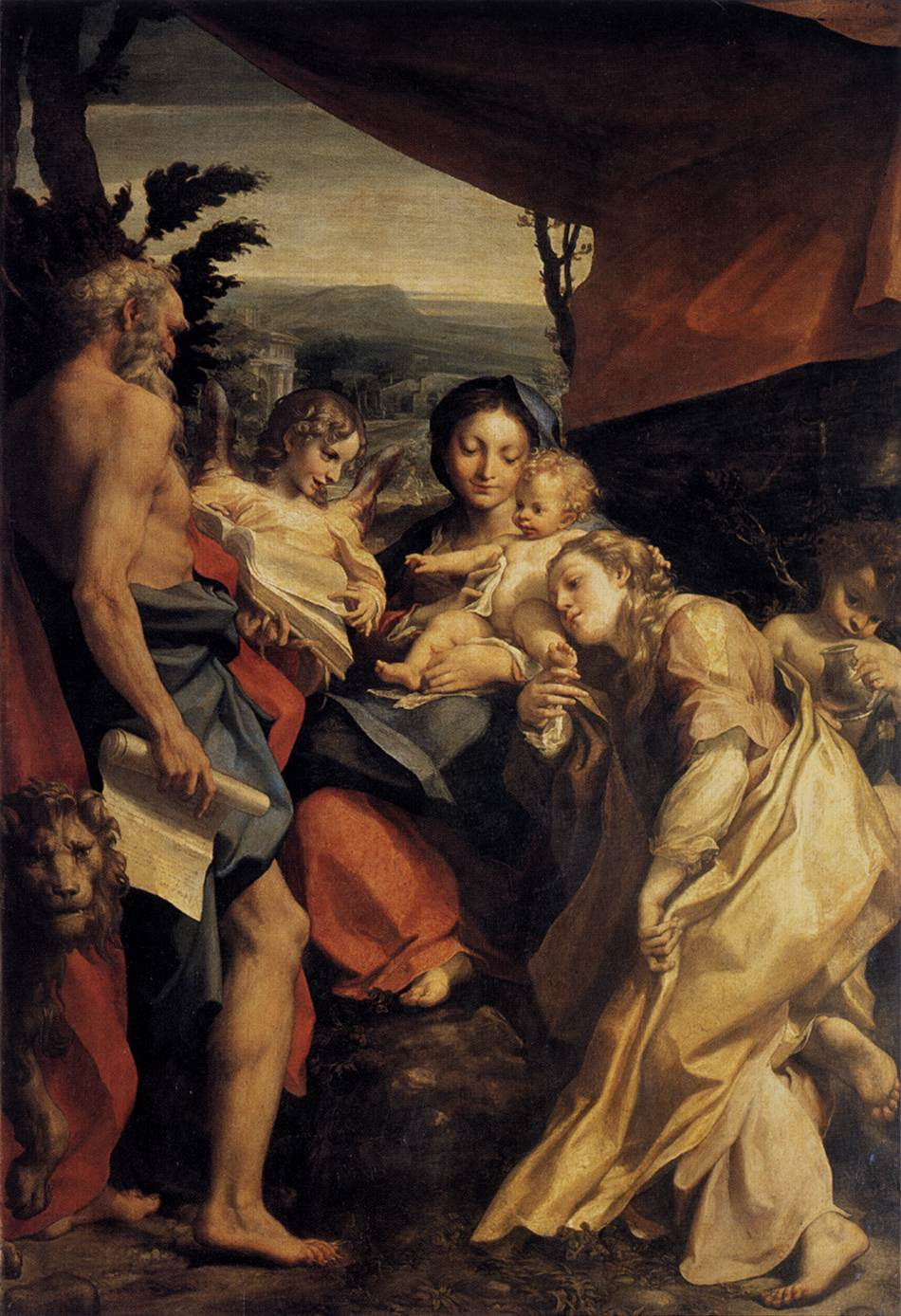
Madonna di San Girolamo (il Giorno), Galleria Nazionale di Parma.

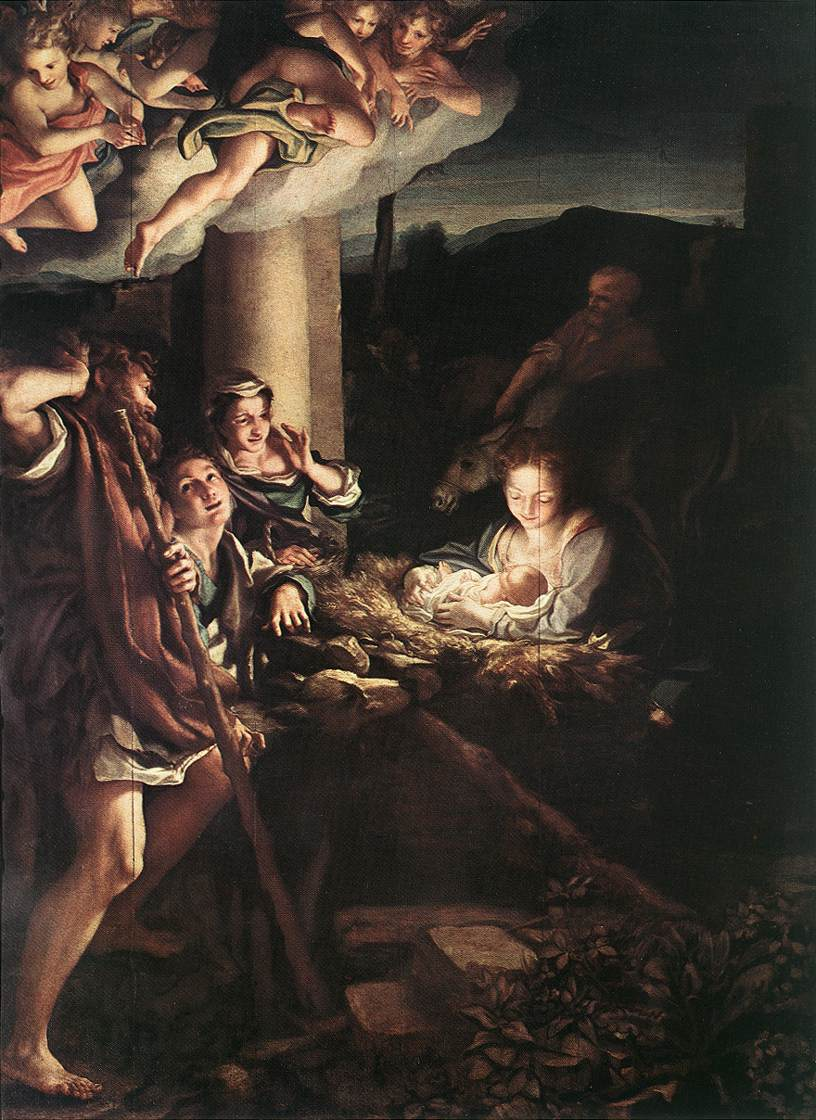
Adorazione dei pastori (la Notte), Gemäldegalerie Alte Meister, Dresda.

Accanto al lavoro come frescante, negli anni venti del Cinquecento, Correggio si occupò di dipingere una serie di importanti pale d'altare, per Modena (Madonna di San Sebastiano e Madonna di San Giorgio), per Reggio Emilia (Madonna di San Girolamo detta il Giorno e Adorazione dei pastori detta la Notte), per Parma (Madonna della Scodella) e per Correggio (Trittico dell'Umanità).
Si tratta di opere di grande eleganza, caratterizzate da una crescente morbidezza del modellato, finezza cromatica ed effetto dinamico, ottenuto grazie alla concatenazione di gesti e sguardi. In tali collegamenti il pittore riuscì a cogliere il più autentico legame tra le varie figure, portando all'estremo compimento la lezione di Leonardo da Vinci. Dalla ricchezza di fonti luminose della Notte o dell'Orazione nell'orto partiranno poi le ricerche sulla luministica dei Carracci.
Accanto a tali lavori proseguono le commissioni private per opere di piccolo formato (straordinarie per esempio l'Adorazione del Bambino alla Galleria degli Uffizi di Firenze o l'Ecce Homo alla National Gallery di Londra) e avvia la serie delle opere a carattere mitologico, che furono il soggetto ricorrente nella sua ultima produzione.
Tra il 1524 e il 1527 eseguì infatti la tela con Venere e Amore spiati da un satiro, oggi conservata al Louvre, che rappresenta l'Amore terrestre, e l'Educazione di Cupido della National Gallery di Londra, che rappresenta l'Amore celeste. Forse la coppia di tele è stata realizzata su commissione del conte mantovano Nicola Maffei, nella cui casa si trovavano nel 1536. Ormai affermato e stimato dalle corti padane, trascorse gli ultimi anni di vita nel tentativo di esaudire le numerose richieste di opere che gli provenivano da molti signori locali ed in particolare da quelle mantovane.

### Lo Studiolo di Isabella e gli Amori di Giove
Isabella d'Este, marchesa di Mantova, gli commissionò due opere che avrebbero completato la decorazione del suo studiolo nel Palazzo Ducale di Mantova, certamente l'ambiente per lei più caro e intimo. Vengono così realizzati verso il 1531, l'Allegoria del Vizio e l'Allegoria della Virtù, due tele che rappresentano uno dei punti più alti della sua pittura e che preludono, in un certo senso, ai quattro capolavori con i quali si conclude la sua attività: i cosiddetti Amori di Giove (Danae, Leda e il cigno, Ganimede e l'aquila, Giove e Io), commissionatigli dal duca Federico II Gonzaga negli anni trenta del Cinquecento.
Si tratta di fondamentali contributi allo sviluppo della pittura a soggetto mitologico e profano, grazie al nuovo e straordinario equilibrio tra resa naturalistica e trasfigurazione poetica.

### "Anch'io, sono pittore!"
Si diceva che Correggio ha detto la frase: "Anch'io, sono pittore!" mentre si contempla un quadro di Raffaello: o la Madonna Sistina secondo alcuni, o l'Estasi di santa Cecilia secondo altri. Ma a quanto pare la frase è apocrifa, perché è dubbio che Correggio conoscesse uno di questi due dipinti. Tuttavia questa citazione ha fatto una fortuna figurativamente per esprimere l'entusiasmo con cui si può condividere la professione, i sentimenti o le idee di una persona famosa. Troviamo questa citazione in particolare nel libro La montagna incantata di Thomas Mann.

### Morte
Correggio, rientrato in patria, vi muore improvvisamente il 5 marzo 1534. Il giorno seguente viene sepolto in San Francesco a Correggio vicino al suo capolavoro giovanile, la Madonna di San Francesco oggi a Dresda.

### La memoria
La città che gli ha dato i natali perpetua la memoria dell'illustre figlio in vari modi: presso l'entrata laterale della chiesa di San Francesco, sotto il portico di via Roma, una lapide in latino ricorda che qui fu sepolto; una via del centro storico, che dal corso principale porta al luogo dove si ritiene abitasse, gli è stata dedicata nel 1871 (“via del Correggio”); e nella casa settecentesca sorta in quel punto, hanno sede il centro di documentazione Correggio Art Home e la Fondazione Il Correggio che lo gestisce.
Nel 1852 fu intitolato all'Allegri anche il Nuovo Teatro Comunale, ma dall'agosto 1880 l'edificio porta più propriamente il nome del musicista cittadino Bonifazio Asioli; in quello stesso 1880, il 17 ottobre fu inaugurato, nella piazza San Quirino, un imponente monumento realizzato dallo scultore ticinese Vincenzo Vela: è una statua a figura intera, grande quasi il doppio del reale, in marmo bianco di Carrara, che ritrae il pittore in piedi, con la tavolozza nella mano sinistra e il pennello nella destra, su un basamento in marmo rosa di Baveno; sullo zoccolo, a bassorilievo, è scolpita la scritta «Al Correggio/La Patria» - per favorirne il lavoro preparatorio, allo scultore furono mandate immagini delle piazze cittadine scattate dal grande fotografo correggese Gildaldo Bassi.
Anche una scuola primaria statale, quella nel quartiere Espansione Sud, è intitolata ad Antonio Allegri.

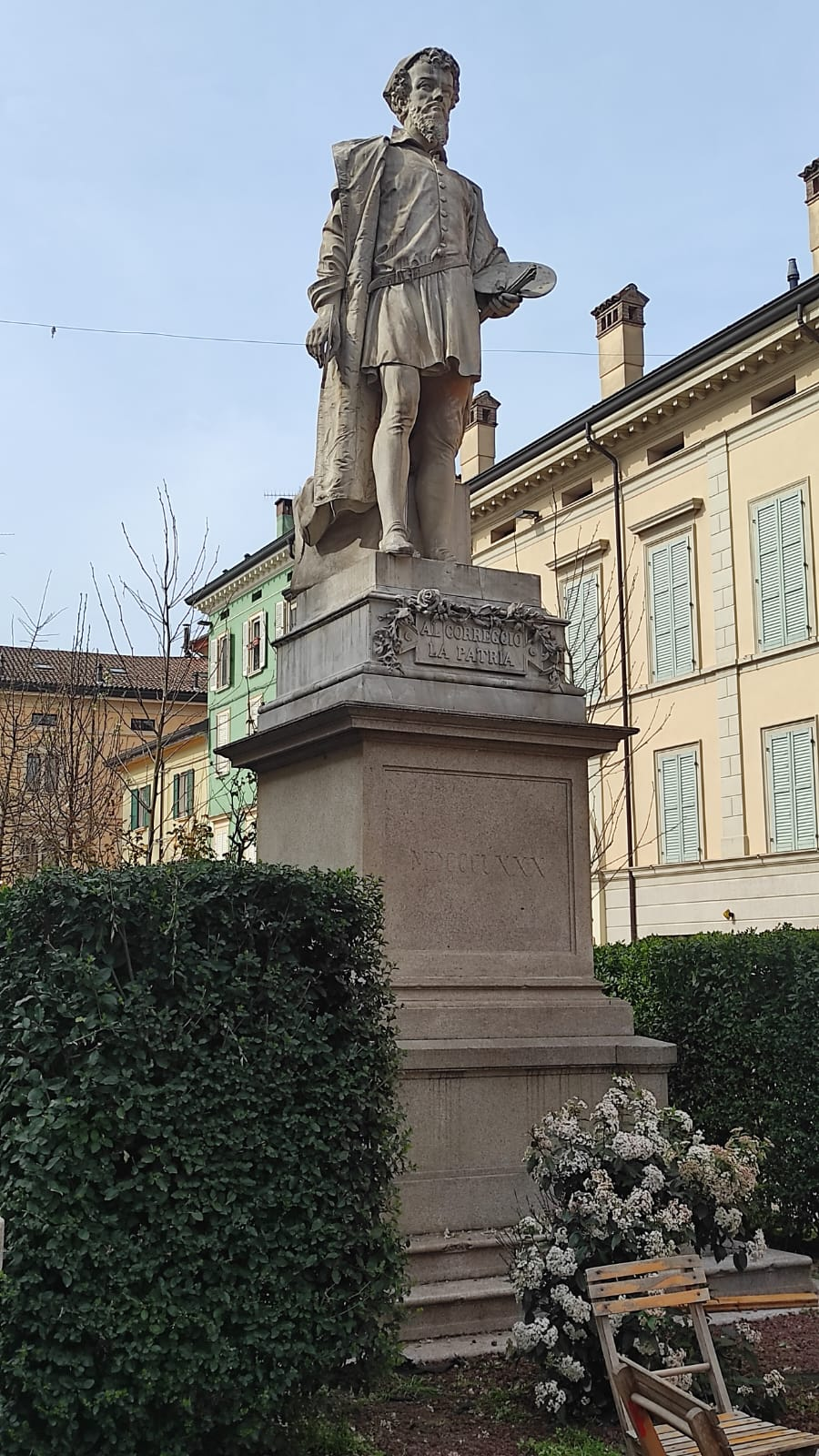
Monumento al Correggio in Piazza di San Quirino a Correggio

Correggio è il protagonista del dramma omonimo di Adam Oehlenschlaeger (1809).

## Discendenza
Il Correggio aveva sposato nel 1519 Jeronima (Girolama) Merlini (1503-1529), figlia di Bartolomeo (?-1503), uomo d'armi al servizio di Francesco II Gonzaga. Ebbero quattro figli:
- Pomponio (1522-1593), pittore
- Francesca Letizia
- Caterina Lucrezia
- Anna Geria

## Opere

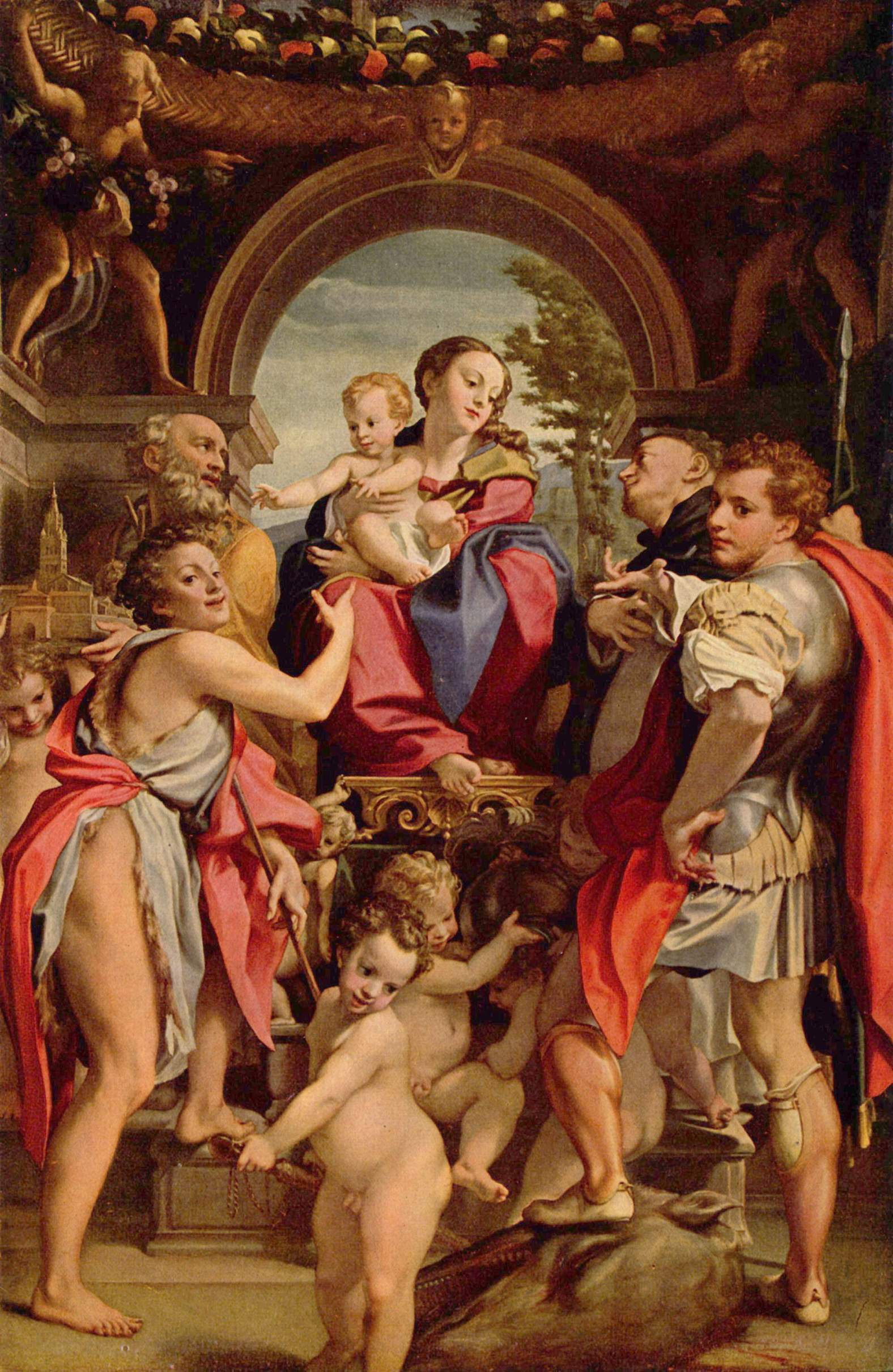
Madonna di San Giorgio, Gemäldegalerie Alte Meister, Dresda.

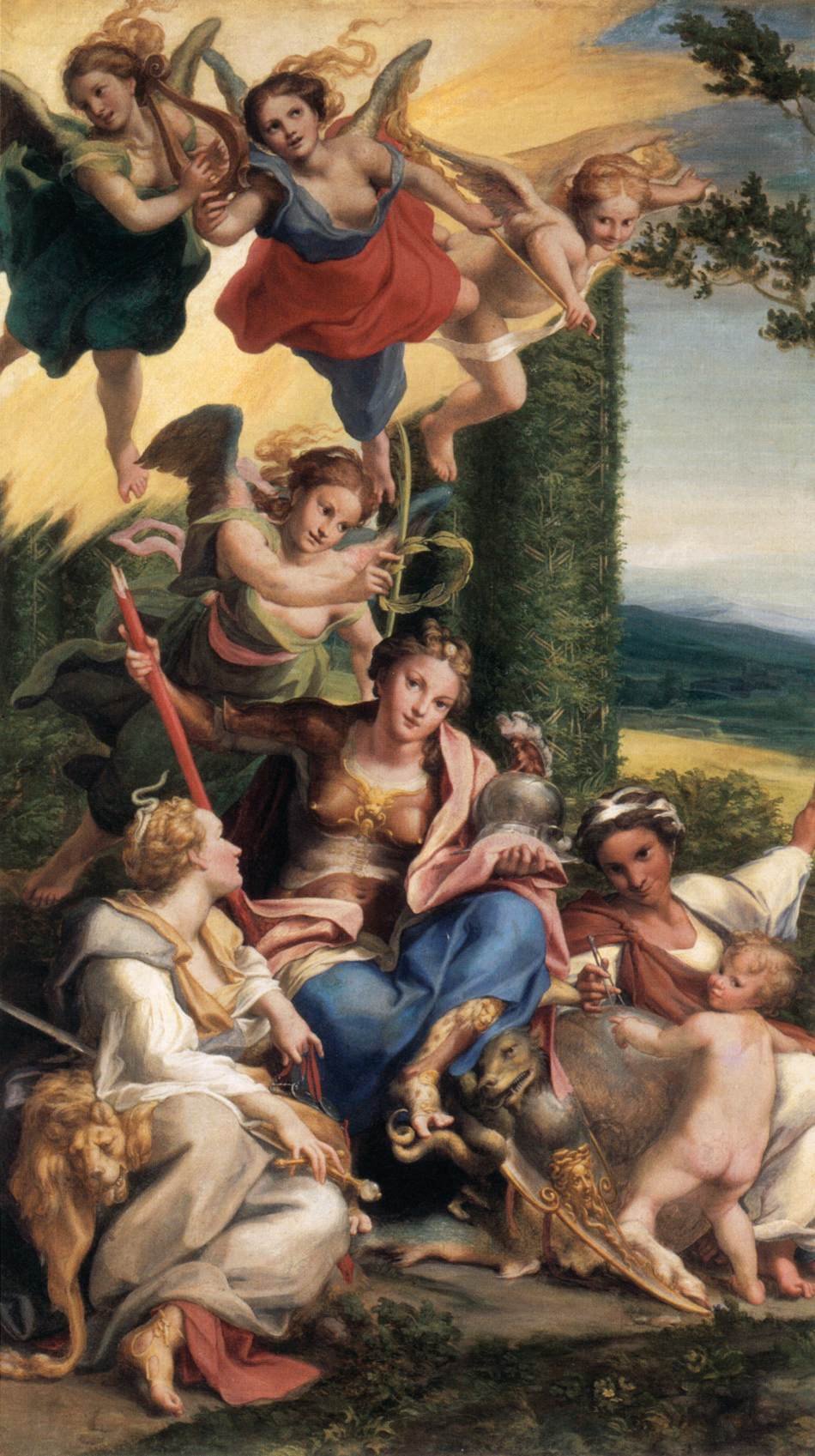
Allegoria della Virtù, Museo del Louvre, Parigi.

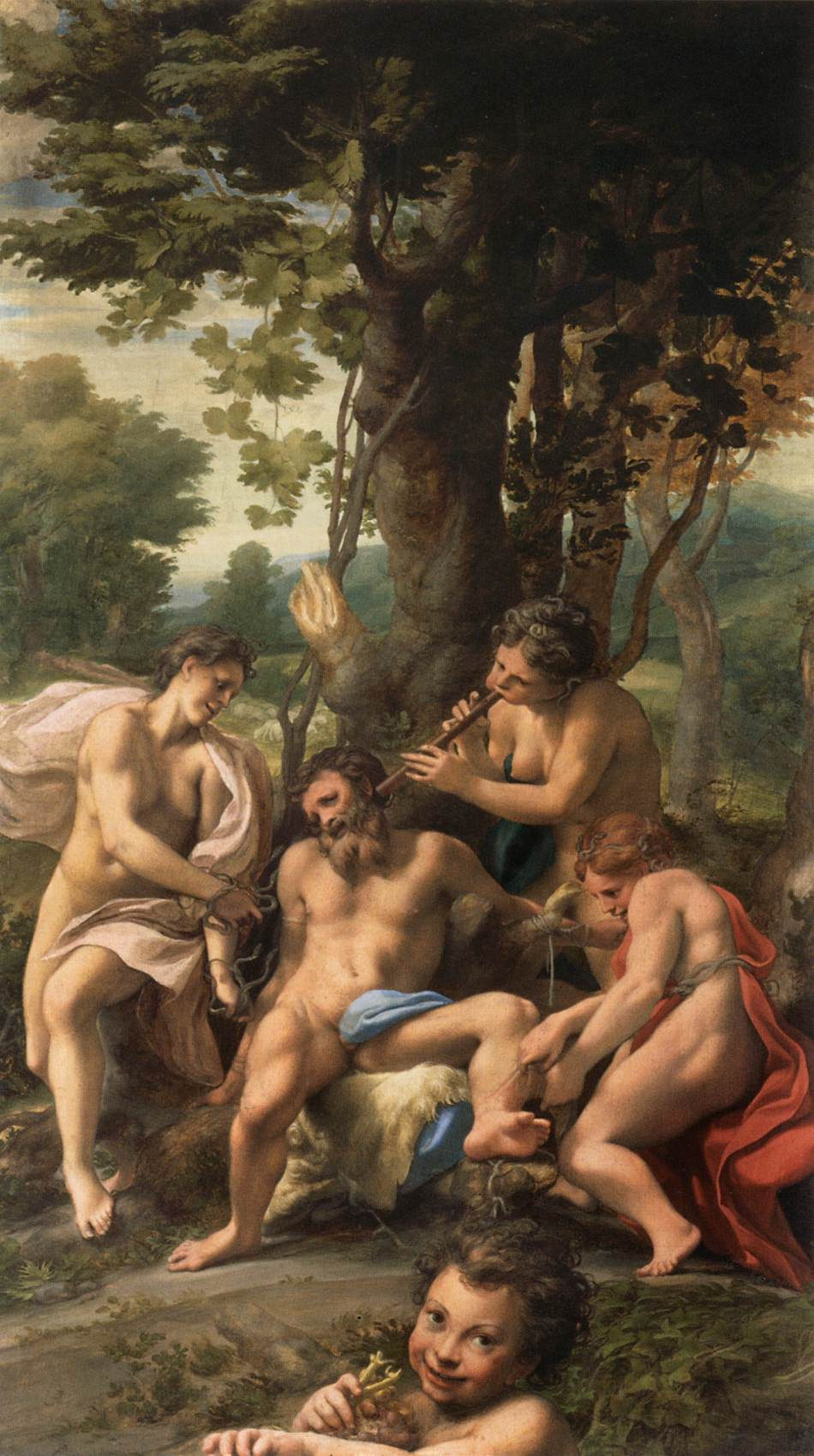
Allegoria del Vizio, Museo del Louvre, Parigi.

Elenco delle opere pittoriche di Correggio, per data.

### Fase giovanile
- Madonna col Bambino tra i santi Quirino e Francesco, 1505 circa, affresco staccato, 94,5×111,5 cm, Modena, Galleria Estense
- Cappella funeraria di Andrea Mantegna, 1507 circa, ciclo di affreschi, Mantova, basilica di Sant'Andrea
- Madonna Barrymore, 1508-1510 circa, olio su tela, 56×41 cm, Washington, National Gallery of Art
- Sacra Famiglia con i santi Elisabetta e Giovannino, 1509-1511 circa, affresco staccato, diametro 150 cm, Mantova, Museo diocesano
- Deposizione, 1509-1511 circa, affresco staccato con sinopia, diam. 150 cm, Mantova, Museo diocesano
- Madonna col Bambino tra i santi Elisabetta e Giovanni Battista, 1510 circa, olio su tavola, 60×43 cm, Filadelfia, Philadelphia Museum of Art
- Sacra Famiglia con i santi Elisabetta e Giovannino, 1510 circa, olio su tavola, 28×21,5 cm, Pavia, Pinacoteca Malaspina
- Giuditta e la sua ancella con la testa di Oloferne, 1510 circa, olio su tavola, 27×20 cm, Strasburgo, Musée des Beaux-Arts
- Matrimonio mistico di santa Caterina d'Alessandria e santi, 1510 circa, olio su tela, 27,8×21,3 cm, Washington, National Gallery of Art
- Cristo giovane nel Tempio, 1510 circa, olio su tavola, 42,6×33,3 cm, Washington, National Gallery of Art
- Matrimonio mistico di santa Caterina d'Alessandria e tre santi in un paesaggio, 1512 circa, olio su tavola, 136×123 cm, Detroit, Institute of Arts
- Commiato di Cristo dalla madre, 1512 circa, olio su tela, 86,7×76,5 cm, Londra, National Gallery
- Pietà, 1512 circa, olio su tavola, 34,5×29,2 cm, Correggio, Museo civico
- Natività con i santi Elisabetta e Giovannino, 1512 circa, olio su tavola, 77×99 cm, Milano, Pinacoteca di Brera
- Madonna col Bambino, 1512-1514 circa, olio su tela, 66×55 cm, Vienna, Kunsthistorisches Museum
- Ritratto di medico (attr. incerta), 1513 circa, olio su tela, Dresda, Gemäldegalerie
- Madonna col Bambino e san Giovannino, 1513-1514 circa, olio su tela, 64×30 cm, Chicago, Art Institute
- Sacra Famiglia con san Giovannino, 1514 circa, olio su tela, 26×20 cm, Los Angeles, Los Angeles County Museum of Art
- Cristo giovane, 1514 circa, olio su tavola, 55×44 cm, collezione privata
- Madonna Bolognini, 1514-1519 circa, olio su tela, 60×51 cm, Milano, Pinacoteca del Castello Sforzesco
- Davide davanti all'Arca dell'Alleanza, 1515, olio su tela, 260×153,5 cm, Torino, collezione privata
- Madonna di san Francesco, 1515 circa, olio su tavola, 299×245 cm, Dresda, Gemäldegalerie (Dresda)|Gemäldegalerie
- Ritratto di giovane donna, 1515 circa, olio su tavola, 42×33 cm, Miami, Lowe Art Museum
- Sacra Famiglia con san Girolamo, 1515 circa, olio su tavola, 68×56,6 cm, Hampton Court, Royal Collection
- Madonna col Bambino tra due angeli musicanti, 1515-1516 circa, olio su tavola, 20×16,3 cm, Firenze, Galleria degli Uffizi
- Adorazione dei Magi, 1515-1518 circa, olio su tela, 84×108 cm, Milano, Pinacoteca di Brera
- La Zingarella, 1516-1517 circa, olio su tavola, 49×37 cm, Napoli, Museo nazionale di Capodimonte
- Quattro santi, 1516-1517 circa, olio su tela, 221,6×161 cm, New York, Metropolitan Museum of Art
- San Girolamo, 1517 circa, olio su tavola, 64×51 cm, Madrid, Real Academia de Bellas Artes de San Fernando
- Madonna Campori, 1517 circa, olio su tavola, 58×45 cm, Modena, Galleria Estense
- Sant'Antonio Abate, 1517-1518 circa, olio su tavola, 49×32 cm, Napoli, Museo nazionale di Capodimonte
- Madonna di Albinea, 1517-1519 circa, olio su tavola, 160×152 cm, perduta
- Maria Maddalena, 1518 circa, olio su tela, 38×30 cm, Londra, National Gallery
- Madonna col Bambino e san Giovannino, 1518 circa, olio su tela, 48×37 cm, Madrid, Museo del Prado
- Volto di Cristo, 1518 circa, olio su tavola, 24x18 cm, Correggio, Museo civico

### Maturità

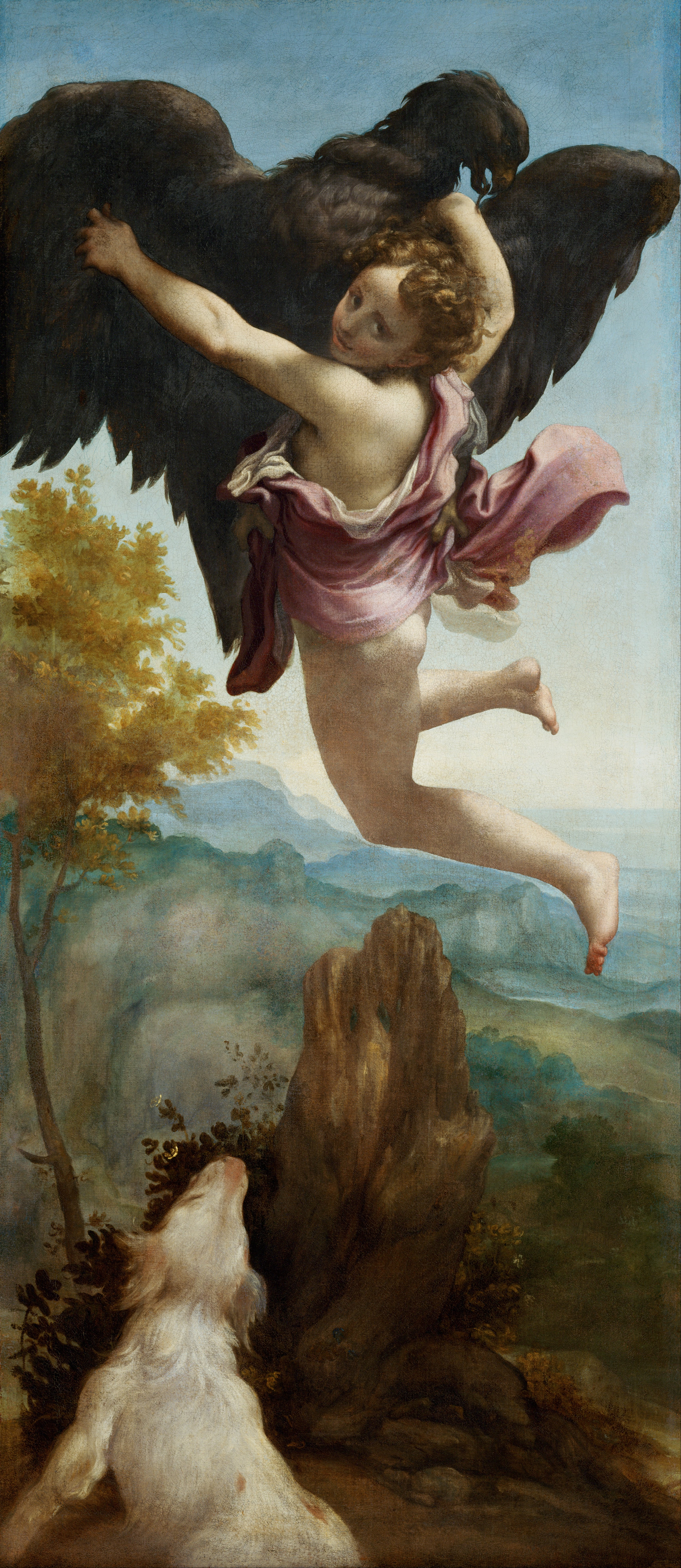
Ratto di Ganimede, Kunsthistorisches Museum, Vienna.

- Sacra Famiglia con san Giovannino, 1518-1519 circa, olio su tavola, 63×53 cm, Orléans, Musée des Beaux-Arts
- Camera della Badessa, 1518-1519 circa, affreschi, 645×697 cm, Parma, monastero di San Paolo
- Matrimonio mistico di santa Caterina d'Alessandria, 1520 circa, olio su tavola, 28,5×23,5 cm, Napoli, Museo nazionale di Capodimonte
- Ritratto di dama, 1520 circa, olio su tela, 103×87,5 cm, San Pietroburgo, Museo dell'Ermitage
- Riposo durante la fuga in Egitto con san Francesco, 1520 circa, olio su tela, 123,5×106,5 cm, Firenze, Galleria degli Uffizi
- San Giovanni e l'aquila, 1520 circa, affresco staccato, 79×160 cm, Parma, chiesa di San Giovanni Evangelista
- Cupola di San Giovanni a Parma, 1520-1524, affresco, Parma, abbazia di San Giovanni Evangelista
- Incoronazione della Vergine, 1521-1522 circa, affresco staccato frammentario, 212×324 cm, Parma, Galleria nazionale di Parma
  - Testa di un angelo, affresco staccato frammentario, 35,6×35,6 cm, Londra, National Gallery
  - Testa di un angelo, affresco staccato frammentario, 36×33 cm, Londra, National Gallery
  - Teste di due angeli, affresco staccato frammentario, 44,5×61 cm, Londra, National Gallery
- Velo della Veronica, 1521 circa, olio su tavola, 28,58×23 cm, Los Angeles, Getty Museum
- Fregio di San Giovanni a Parma, 1522-1524 circa, affreschi (in parte staccati), Parma, abbazia di San Giovanni Evangelista
- Ritratto d'uomo con libro, 1522 circa, olio su carta fissata su tela, 60,2×42,5 cm, Milano, Pinacoteca del Castello Sforzesco
- Madonna di Casalmaggiore, 1522 circa, perduta
- Giovane in fuga dalla cattura di Cristo (copia da un originale perduto di Correggio), 1522 circa, olio su tela, 67×54 cm, Parma, Galleria Nazionale
- Madonna della scala, 1523 circa, affresco, 196×141,8 cm, Parma, Galleria nazionale di Parma
- Noli me tangere, 1523-1524 circa, olio su tela, 130×103 cm, Madrid, Museo del Prado
- Madonna del Latte e un angelo, 1524 circa, olio su tavola, 68,5×56,8 cm, Budapest, Museo di Belle Arti
- Decorazione laterale della Cappella Del Bono, 1524 circa, Parma, abbazia di San Giovanni Evangelista (in loco sono oggi presenti copie)
  - Martirio dei santi Placido, Flavia, Eutichio e Vittorino, olio su tela, 160×185 cm, Parma, Galleria nazionale di Parma
  - Compianto sul Cristo morto, olio su tela, 158,5×184,3 cm, Parma, Galleria nazionale di Parma
- Madonna di san Sebastiano, 1524 circa, olio su tavola, 265×161 cm, Dresda, Gemäldegalerie
- Orazione nell'orto, 1524 circa, olio su tela, 37×40 cm, Londra, Apsley House
- Assunzione della Vergine, 1524-1530, affresco, 1093×1195 cm, Parma, Duomo
- Annunciazione, 1525 circa, affresco staccato, 157×315 cm, Parma, Galleria Nazionale
- Madonna della cesta, 1525 circa, olio su tavola, 33×25 cm, Londra, National Gallery
- Ritratto di scolaro, 1525 circa, olio su tela, 55×40& cm, Madrid, Museo Thyssen-Bornemisza
- Sant'Agata, 1525 circa, olio su tavola, 34×29 cm, collezione privata
- Trittico dell'Umanità, 1525 circa, olio su tela, smembrato
  - Cristo in gloria tra cherubini, 105×98 cm, Città del Vaticano, Pinacoteca vaticana
  - San Giovanni Battista, 155×51,5 cm, Conegliano Veneto, collezione privata
  - San Bartolomeo, 155×51,5 cm, San Donato Milanese, collezione privata
- Adorazione dei pastori (La Notte), 1525-1530 circa, olio su tela, 256,5×188 cm, Dresda, Gemäldegalerie
- Adorazione del Bambino, 1526 circa, olio su tela, 81×67 cm, Firenze, Galleria degli Uffizi
- Ecce Homo, 1526 circa, olio su tela, 99×80 cm, Londra, National Gallery
- Matrimonio mistico di santa Caterina d'Alessandria alla presenza di san Sebastiano, 1527 circa, olio su tavola, 105×102 cm, Parigi, Museo del Louvre
- Educazione di Cupido, 1527-1528 circa, olio su tela, 155×91,5 cm, Londra, National Gallery
- Venere e Amore spiati da un satiro, 1527-1528 circa, olio su tela, 188,5×125,5 cm, Parigi, Museo del Louvre
- Maria Maddalena leggente, 1527-1530 circa, olio, già a Dresda, perduta
- Madonna di San Girolamo (Il Giorno), 1528 circa, olio su tavola, 205×141 cm, Parma, Galleria nazionale di Parma
- Madonna della scodella, 1528-1530 circa, olio su tela, 216,7×137,3 cm, Parma, Galleria nazionale di Parma
- San Giuseppe e un devoto, 1529, tempera su tela, 170×65 cm, Napoli, Museo nazionale di Capodimonte
- Madonna di san Giorgio, 1530 circa, olio su tela, 285×190 cm, Dresda, Gemäldegalerie
- Santa Caterina leggente, 1530 circa, olio su tela, 64,5×52,2 cm, Windsor, Royal Collection
- Leda e il cigno, 1530-1531 circa, olio su tela, 152×191 cm, Berlino, Staatliche Museen
- Allegoria della Virtù, 1531 circa, olio su tela, 149×88 cm, Parigi, Museo del Louvre
- Allegoria del Vizio, 1531 circa, tempera su tela, 149×88 cm, Parigi, Museo del Louvre
- Danae, 1531-1532 circa, tempera su tavola, 161×193 cm, Roma, Galleria Borghese
- Ratto di Ganimede, 1531-1532 circa, olio su tela, 163,5×70,5 cm, Vienna, Kunsthistorisches Museum
- Giove e Io, 1532-1533 circa, olio su tela, 163,5×70,5 cm, Vienna, Kunsthistorisches Museum
- Sacra Famiglia[26] e Vergine con Bambino[27], dipinti documentati nella raccolta di Antonio Lucchesi-Palli della galleria di Palazzo Campofranco di Palermo.

## Allievi o seguaci
Queste personalità seguirono le orme di Correggio, ispirandosi alle sue opere:
- Bartolomeo Schedoni
- il Pordenone
- Annibale Carracci
- Giovanni Lanfranco
- Pierre Paul Prud'hon
- Peter Paul Rubens

## Bibliografia

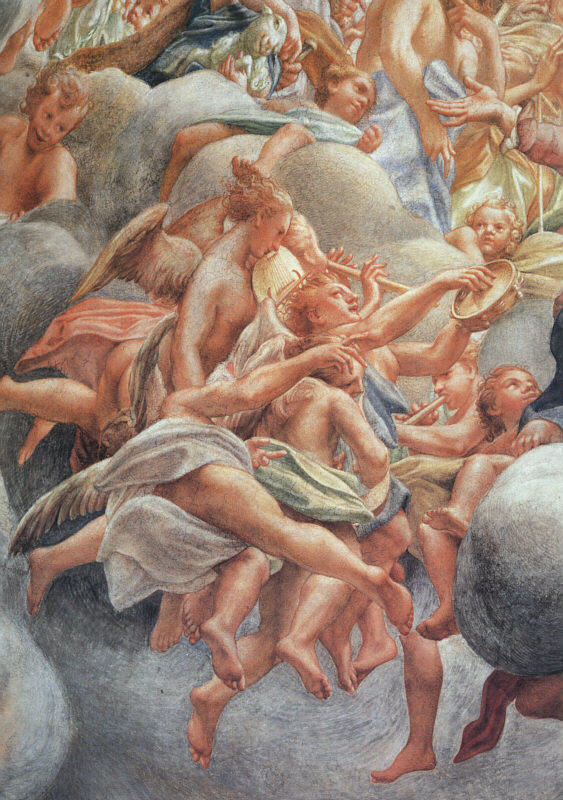
Assunzione della Vergine, Cupola del Duomo di Parma, dettaglio

## Voci correlate

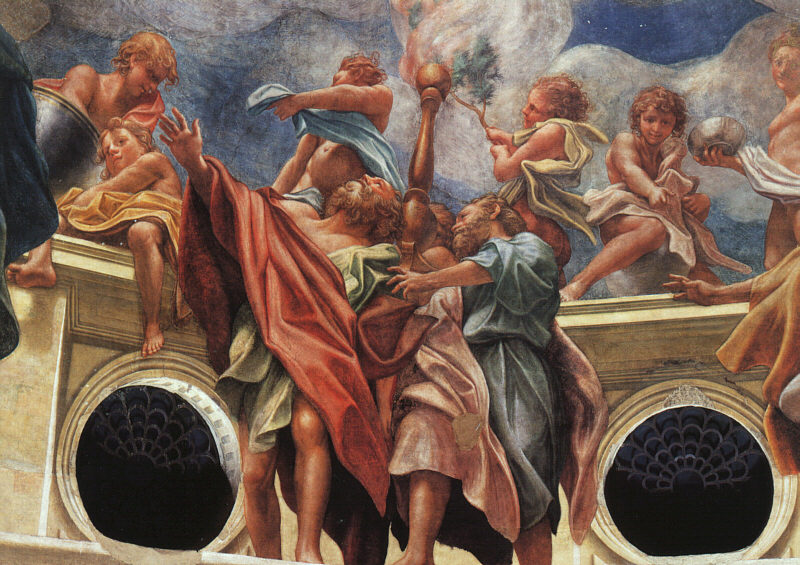
Assunzione della Vergine, Cupola del Duomo di Parma, dettaglio.